# La Paz (escultura)

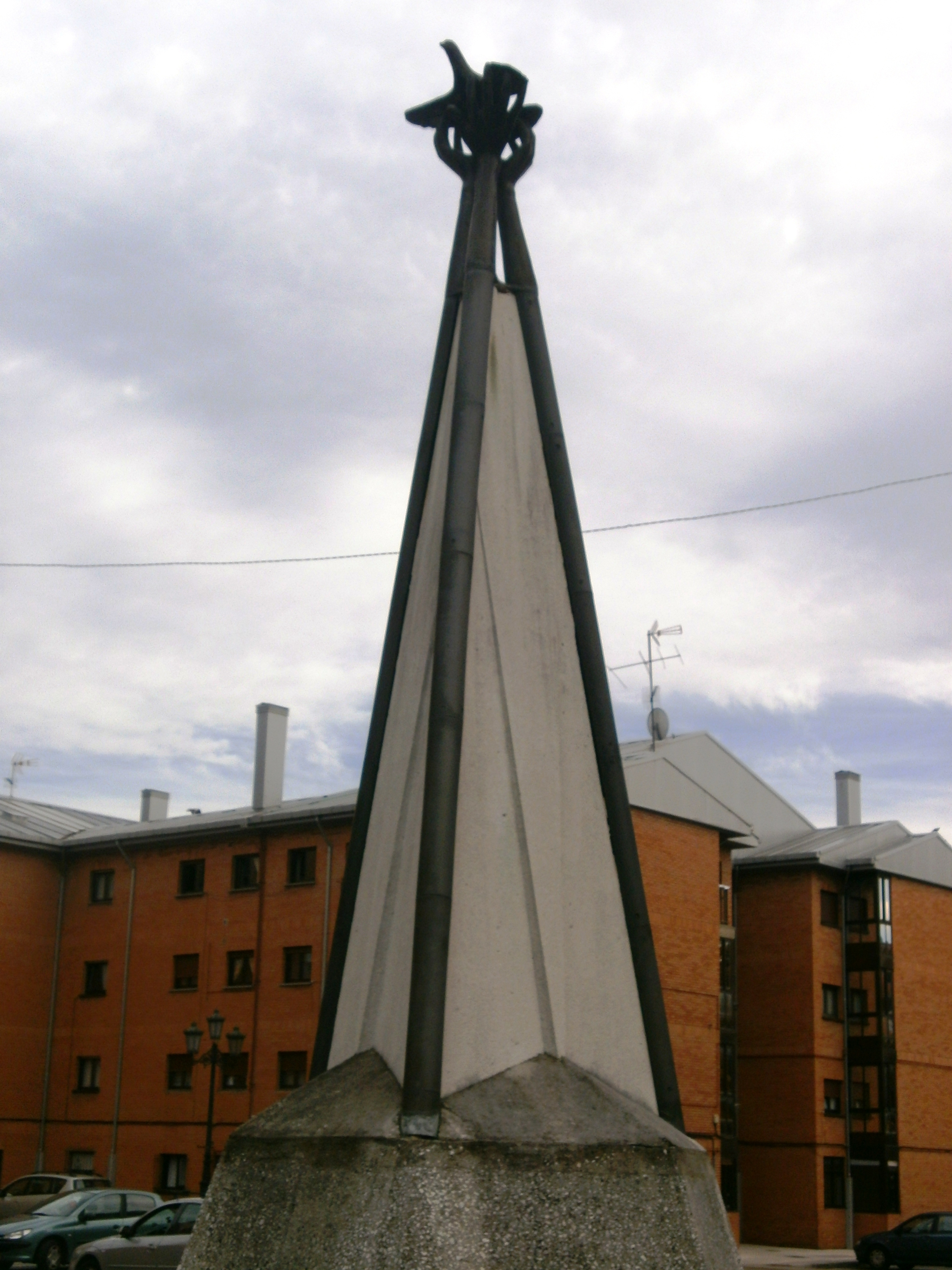

La escultura urbana conocida como La Paz, ubicada en la calle Tigre Juan del barrio de La Carisa, perteneciente a La Corredoria (población de la parroquia de Oviedo), en la ciudad de Oviedo, Principado de Asturias, España, es una de las más de un centenar que adornan las calles de la mencionada ciudad española.
El paisaje urbano de esta ciudad se ve adornado por obras escultóricas, generalmente monumentos conmemorativos dedicados a personajes de especial relevancia en un primer momento, y más puramente artísticas desde finales del siglo XX.
La escultura es obra del artista aficionado ovetense, Emilio García "Escotet", y está datada en 1995. El conjunto escultórico está formado por una pirámide constituida  por placas de vivos colores (azul, amarillo y rojo), que descansan en una base hexagonal que se utiliza como banco. En la parte más elevada de la pirámide, una paloma, en actitud de vuelo, despega de tres manos abiertas.